# 神経堤幹細胞
神経堤幹細胞（しんけいていかんさいぼう、Neural crest stem cells）は'神経堤組織形成の元となる幹細胞であり、多分化能(multipotency)、自己複製能（self-renewal）および遊走能(migration potential)を併せ持つ細胞と定義されている。神経堤（しんけいてい、neural crest）は、内胚葉、外胚葉、中胚葉に続く第四の胚葉と呼ばれる発生学上の組織である。 神経堤幹細胞は神経堤細胞である自律神経系の神経細胞や神経膠細胞、骨格の一部、腱や平滑筋、軟骨細胞、骨細胞、メラニン細胞（メラノサイト）、クロム親和性細胞、一部のホルモン産生細胞などへ分化することが推測されている。実験上は神経・グリア細胞・平滑筋への分化能力を保持することが検証済みである。神経堤幹細胞であるための条件としては単一の神経堤幹細胞が少なくとも3系統以上の細胞へ分化することが必要である。

## 歴史
神経堤幹細胞の同定に先駆け、D. J. Andersonらは1992年に多分化能（multipotent）および自己複製能 (self-renewal)を持った神経堤前駆体細胞（progenitor from the mammalian neural crest）の同定に成功し、1996年にはS. J. Morrisonらによりこの神経堤前駆体細胞が神経・グリア細胞・平滑筋へと分化することが報告されている。
神経堤幹細胞同定の歴史は1999年に遡る。S. J. Morrisonらは6ウェルプレートの1つのウェル（培養区域）に対して30細胞以下の細胞が播種される条件=クローナルデンシティで細胞培養を行い、神経堤幹細胞から坐骨神経前駆体(Sciatic nerve progenitor) を誘導したとの報告を行っている。初期の神経堤幹細胞マーカーとしてはp75タンパク質の発現が指標とされてきた。S. J. Morrison らは2002年にp75タンパク質が発現している細胞をクローナルデンシティで神経・グリア・平滑筋に分化誘導することに成功し、多分化能を保持した神経堤幹細胞の同定が示唆された
。採取した組織はE14.5のラット胎児由来Dorsal root ganglia(DRG), 交感神経節(sympathetic ganglia)および腸(Gut)が用いられている。

## クローナルデンシティ
神経堤幹細胞の同定には単一細胞から3系統の細胞へ分化したという証明が必要となる。しかし、実際に単一細胞のみを培養する条件を作り出すことは大変難しいため、多くの研究者は非常に密度の薄い細胞濃度で培養することにより限りなく単一細胞に近い条件で細胞を培養し、これらの細胞が分化誘導条件において分化能を見せるかどうかを検証している
。

## 遺伝子組み換えモデル動物を用いた神経堤幹細胞ポピュレーションの探索
近年の遺伝子工学の発展により、マウスにクラゲの蛍光タンパク質をコードする遺伝子を組み込んだモデル動物を用いた研究が進んでいる。神経堤幹細胞を含む組織分布は1998年にA. P. McMahonらが開発したCre/Floxp-EGFPシステムをprotein-zeroタンパク質プロモーター下流にCre遺伝子を接続したDNAコンストラクトと組み合わせたP0-Cre/floxp-EGFPマウスにより可視化できることが示唆された 。
Cre/Floxp-EGFPシステムとは、特定の細胞でGFP蛍光を継続的に得られることを目的として開発されたDNAコンストラクトをマウスゲノム中に組み込むシステムである
。
このほか、Wntタンパク質のプロモーター部位をGFP蛍光タンパク質下流に繋いだWnt –Cre/floxp-EGFPマウスを神経堤幹細胞ポピュレーションの絞込みに使った例も報告されており、P0-Cre/floxp-EGFPマウスによる群とともに神経・グリア・平滑筋の3系統へ分化することが示されている。採取した組織はマウス胎児由来Dorsal root ganglia(DRG),骨髄（Bone marrow）および鼻腔粘膜(Whisker Pad)が用いられている。